# Gülzow-Prüzen
Pour les articles homonymes, voir Gülzow.
Gülzow-Prüzen est une municipalité allemande du land de Mecklembourg-Poméranie-Occidentale et l'arrondissement de Rostock.

## Personnalités liées à la ville
- Ernst von Bülow-Cummerow (1775-1851), homme politique né à Prützen.